# か (可の変体仮名)
漢字「可」から派生したひらがなの一種である𛀙もしくは𛀚(か)は、1900年（明治33年）の小学校令施行規則改正以降の学校教育で用いられていない変体仮名に分類されるものである。
現代日本では、変体仮名は看板や書道など限定的な場面でしか使われていないが、𛀙は花札において一月の五点札、二月の五点札に使用されており、頻繁に目にするもののひとつである。
しばしば、この短冊の文字は「あのよろし」と誤読されるが、実際は「あ𛀙よろし」と記されている。大石天狗堂はこの「あ𛀙よろし」について、「実に素晴らしい」という意味の「明か宜し」であるという説と、喜撰法師の百人一首にも収められた「わが庵は　都のたつみ　しかぞすむ　世をうぢ山と　人はいふなり」という和歌の一部「しかぞすむ」のしの変体仮名交じりの表記、「𛁈かそすむ」の誤記であるという説を紹介している。任天堂のカードデザイナー山田孝久は1999年の時点で由来については不明としている。

## 画像

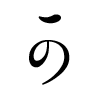
形式１
花札の二月の五点札（梅に赤短）
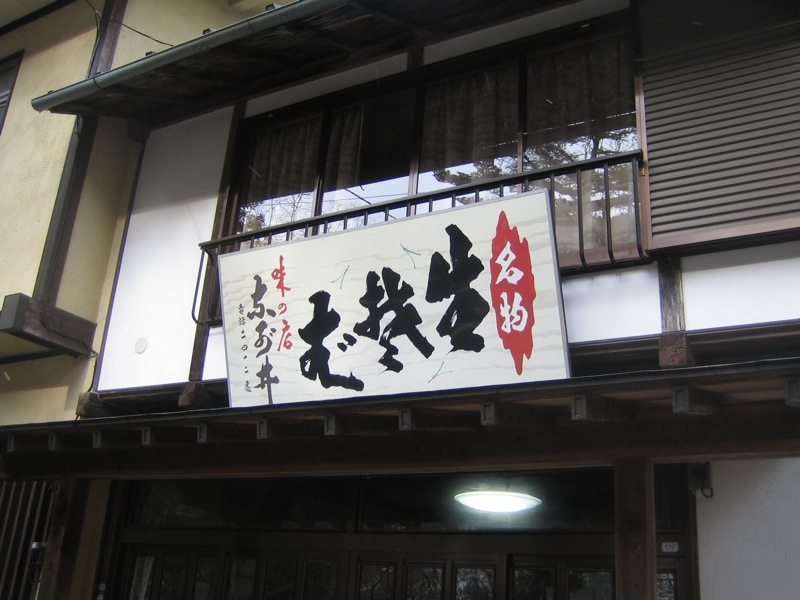
群馬県内の蕎麦屋の看板。左側の店名は「𛂁𛀙゙井」（なが井）である。